# 斯里蘭卡河流列表
斯里蘭卡河流列表，列舉斯里蘭卡境內的河流，並依照流域排列。支流則由河口至源頭排序。

## 印度洋
- 馬哈威利河
  - 安班河
  - 柯特梅爾河
- 馬爾瓦杜河
- 凱拉尼河
- 卡魯河